# Bimbo
Pour les articles homonymes, voir Bimbo (homonymie).
Bimbo est un terme argotique, à connotation péjorative, emprunté à l'anglais et utilisé pour qualifier une femme qui met ses atouts en avant de manière jugée excessive, qui joue de son physique sur le côté sexy et dans le but d'attirer le regard.
Dans la culture populaire, la bimbo est un personnage type correspondant à une femme maquillée, portant généralement des talons hauts et des tenues courtes, voire ayant eu recours à la chirurgie esthétique, notamment une mammoplastie. Une bimbo est en outre généralement caractérisée par un comportement jugé narcissique, vénal, superficiel, misant exclusivement sur son physique dans l'espoir d'obtenir des avantages de la part des hommes. Le terme est parfois associée au stéréotype de la blonde.

## Étymologie
Le mot dérive de l'italien bimbo, lui-même contraction du terme bambino et qui désigne un enfant de sexe masculin ou un jeune garçon. Ce terme est utilisé aux États-Unis au moins depuis 1919 ; dans l'argot, il désignait originellement un homme adulte inintelligent ou grossier. 
En quelques années, le terme glisse pour être associé aux femmes. Dans le film muet Desert Nights (1929), une femme riche et malhonnête est décrite comme une bimbo, et l'Oxford English Dictionary de 1929 donne pour définition du terme bimbo : « une femme ».

## Termes apparentés
- Bombasse, entré au Petit Robert 2014[4], s'applique de façon voisine à une jeune femme belle et aguicheuse avec la même connotation péjorative.
- Himbo, entré au Merriam-Webster 1988[5], est un mot-valise à partir de him et bimbo, également, l'équivalence masculine du mot. Il désigne un homme séduisant mais vide.

## Bimbos dans la culture populaire

### Comédie musicale
- Lily St. Regis, dans Annie.

### Cinéma

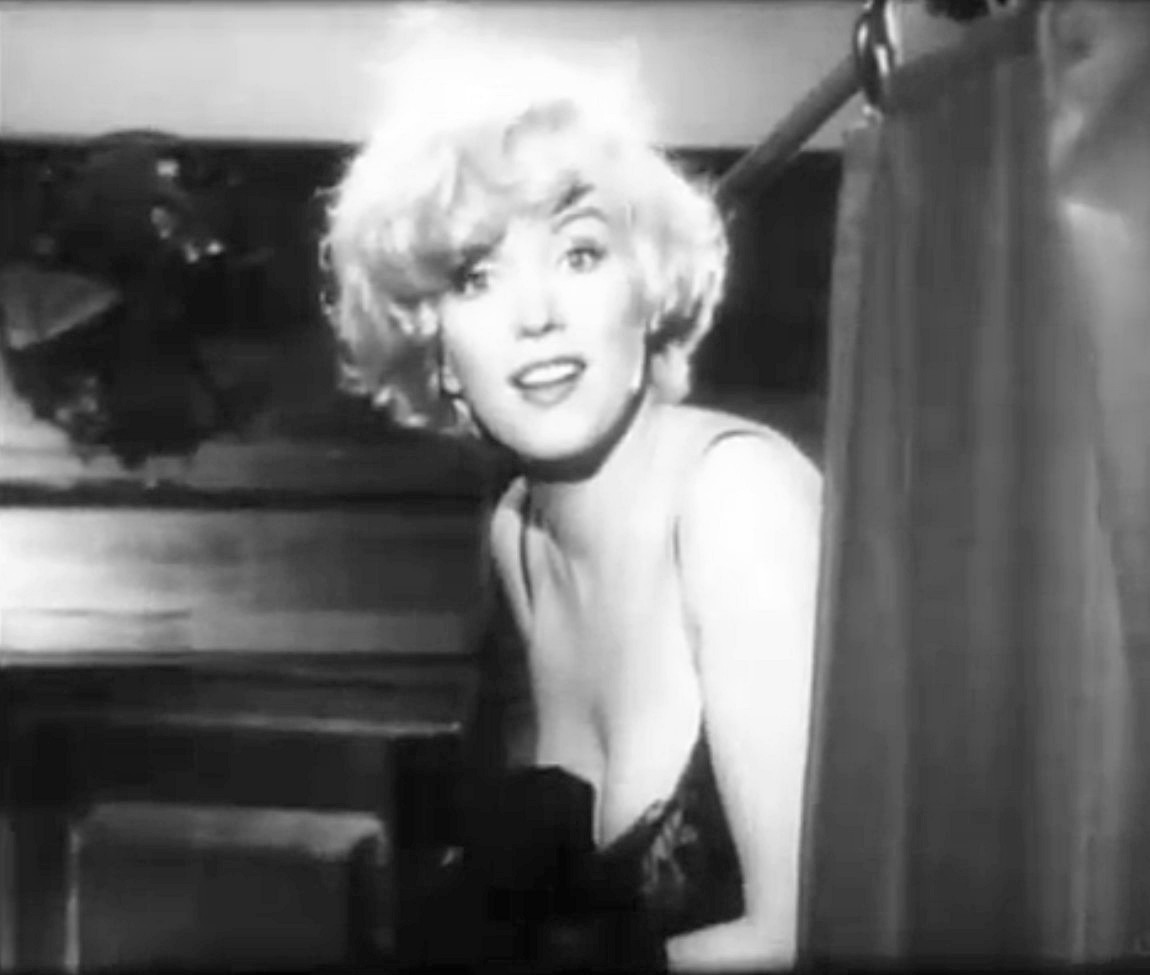
Marilyn Monroe dans le film Certains l'aiment chaud (1959).

- Lorelei Lee (Marilyn Monroe), dans Les hommes préfèrent les blondes.
- Elle Woods (Reese Witherspoon), dans La Revanche d'une blonde.
- Dans le film Bimboland (1998).

### Séries télévisées
- Kelly Bundy (Christina Applegate), dans la série Mariés, deux enfants.
- Dalia Royce (Carly Chaikin), dans la série Suburgatory.
- Casey Jean « C.J. » Parker (Pamela Anderson), dans la série Alerte à Malibu.
- La série Drop Dead Diva met en scène une bimbo tout juste décédée, qui est ensuite réincarnée dans le corps d'une brillante avocate en surpoids. On suit ainsi l'acclimatation du personnage à sa nouvelle apparence et à ses nouvelles capacités intellectuelles.

### Musique
- Dans les années 1990, le groupe danois Aqua a utilisé le mot « bimbo » dans leur grand succès Barbie Girl, ce qui a été noté par Mattel dans le conflit en justice contre Aqua et leur maison de disque pour la représentation de la célèbre poupée Barbie.

### Personnalités « people » et de télé-réalité
- Loana Petrucciani, dans Loft Story.
- Nabilla Benattia, dans Les Anges de la télé-réalité.
- Cindy Bastien, dans Dilemme.
- Lolo Ferrari, mannequin de charme.
- Marjolaine Bui, dans Marjolaine et les Millionnaires.